# Первая лига Беларуси по футболу 2025
Первая лига Беларуси по футболу 2025 — 35-е первенство среди белорусских команд Первой лиги, которое проводится с 28 марта по ноябрь 2025 года.

## Регламент
В первенстве принимают участие 18 команд. Команды, которые займут 1-е и 2-е места, получат право на выход в Высшую лигу. Команда, занявшая 3-е место, сыграет переходные матчи с 14-й командой Высшей лиги. Победитель переходных матчей получит право на участие в Высшей лиге в 2026 году. Команды, занявшие 17-е и 18-е места, вылетят во Вторую лигу.
11 марта 2025 года был опубликован календарь Первой лиги.

## Изменения по сравнению с предыдущим сезоном
Клубы, вышедшие в Высшую лигу по итогам сезона 2024:
- «Молодечно-2018» — 1-е место в Первой лиге сезона 2024.
- «Макслайн» (Витебск) — 2-е место в Первой лиге сезона 2024.

Клубы, покинувшие Высшую лигу по итогам сезона 2024:
- «Днепр-Могилёв» — 15-е место в Высшей лиге сезона 2024.
- «Шахтёр» (Солигорск) — 16-е место в Высшей лиге сезона 2024, расформирован.

Клубы, покинувшие Первую лигу по итогам сезона 2024:
- «Торпедо-БелАЗ»-2 (Жодино) — 17-е место в Первой лиге сезона 2024.
- «Энергетик-БГУ» (Минск) — 18-е место в Первой лиге сезона 2024.

Клубы, пополнившие Первую лигу по итогам сезона 2024:
- «Минск»-2 — 1-е место во Второй лиге сезона 2024.
- «Юни Икс Лабс» (Минск) — 4-е место во Второй лиге сезона 2024, дебютант лиги.
- «Гомель»-2 — 5-е место во Второй лиге сезона 2024, дебютант лиги.
- «Осиповичи» — 9/16-е места во Второй лиге сезона 2024.

## Тренеры и капитаны команд
| Клуб          | Главный тренер        | Капитан             | Отставки тренеров |
| ------------- | --------------------- | ------------------- | ----------------- |
| АБФФ U-19     | Сергей Сосновский     | Никита Матысюк      |                   |
| БАТЭ-2        | Артём Концевой        | Максим Телеш        |                   |
| Белшина       | Игорь Трухов          | Вадим Бальбух       |                   |
| Барановичи    | Роман Киренкин        | Мартин Артюх        |                   |
| Бумпром       | Алексей Кравченко     | Дмитрий Градобоев   |                   |
| Волна         | Сергей Шульжик        | Виталий Кибук       |                   |
| Гомель-2      | Андрей Юсипец         | Максим Дроздов      |                   |
| Динамо-БГУФК  | Вячеслав Геращенко    | Тимур Дубович       |                   |
| Днепр-Могилёв | Олег Радушко          | Красимир Капов      |                   |
| Лида          | Добровольский Алексей | Антон Лазарев       |                   |
| Локомотив     | Андрей Морозов        | Евгений Милевский   |                   |
| Минск-2       | Александр Давидович   | Иван Родионов       |                   |
| Нива          | Андрей Прокопюк       | Владимир Щербо      |                   |
| Орша          | Николай Китаев        | Дмитрий Тамело      |                   |
| Островец      | Юрий Каратай          | Егор Семёнов        |                   |
| Слоним-2017   | Сергей Подрецкий      | Андрей Агапов       |                   |
| Осиповичи     | Андрей Лясюк          | Александр Емельянов |                   |
| Юни Икс Лабс  | Сергей Павлюкович     | Алексей Тараканов   |                   |